# Saša Stojanović
Saša Stojanović (in serbo Caша Cтojaновић?; Pasi Poljana, 21 gennaio 1983) è un ex calciatore serbo, di ruolo centrocampista.

## Palmarès

### Club

#### Competizioni nazionali
- Campionato serbo: 1

Stella Rossa: 2015-2016